# Vale of Glamorgan (borough de comté)
Ne doit pas être confondu avec le borough du Vale of Glamorgan, une zone de gouvernement local en vigueur entre 1974 et 1996.
Bro Morgannwg

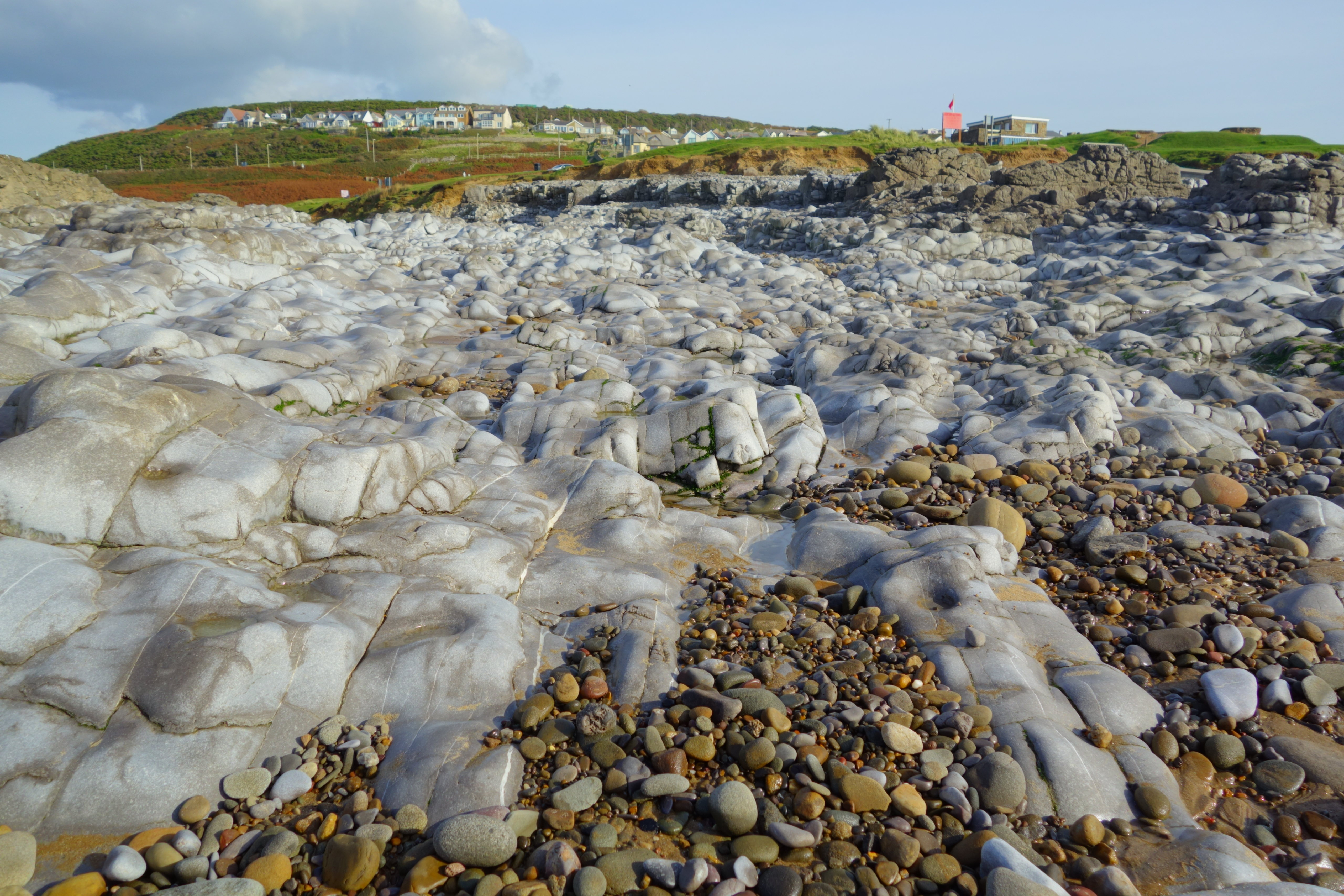
Formation rocheuses sur la plage d'Ogmore-by-Sea. Au fond, le village dans le Vale of Glamorgan. Ces formations se sont constituées il y a 340 à 195 millions d'années. Ce sont toutes des roches sédimentaires, déposées à l'origine sous forme de chaux, de boue, de sable et de gros cailloux, qui, au cours de longues périodes, ont été compactées et solidifiées en calcaire, en schiste et en conglomérat. Juin 2022.

Le Vale of Glamorgan (appellation anglaise), ou Bro Morgannwg (appellation galloise), est un borough de comté situé dans le sud du pays de Galles. La ville de Barry en est le centre administratif.

## Villes
Voici quelques villes du Vale of Glamorgan :
- Barry
- Cowbridge
- Penarth

## Îles
- Tusker Rock